# 85-mm-Flugabwehrkanone M1939 (52-K)

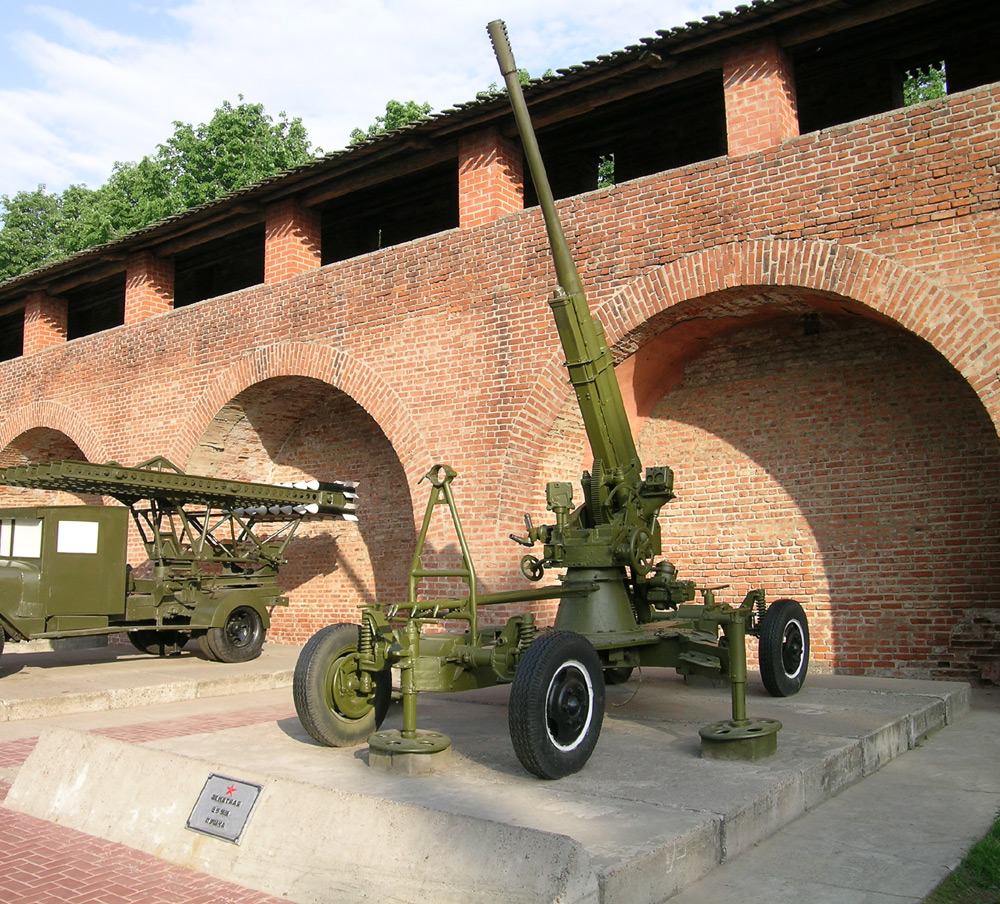
85-mm-Flak 52-K

Die 85-mm-Flak 52-K ist eine sowjetische Flugabwehrkanone des Kalibers 85 mm. Die sowjetische Bezeichnung lautet 85-мм зенитная пушка обр. 1939 г. und bedeutet 85-mm-Flugabwehrkanone M1939. Die andere Bezeichnung 52-K folgt dem ab den 1950er-Jahren verwendeten Bezeichnungssystem sowjetischer gezogener Artilleriesysteme, dabei steht der Buchstabe K für das Herstellerwerk und die Zahl 52 für die laufende Nummer der Entwicklung in diesem Werk. Der GRAU-Index lautet 52-P-365 (52-П-365).

## Entwicklung

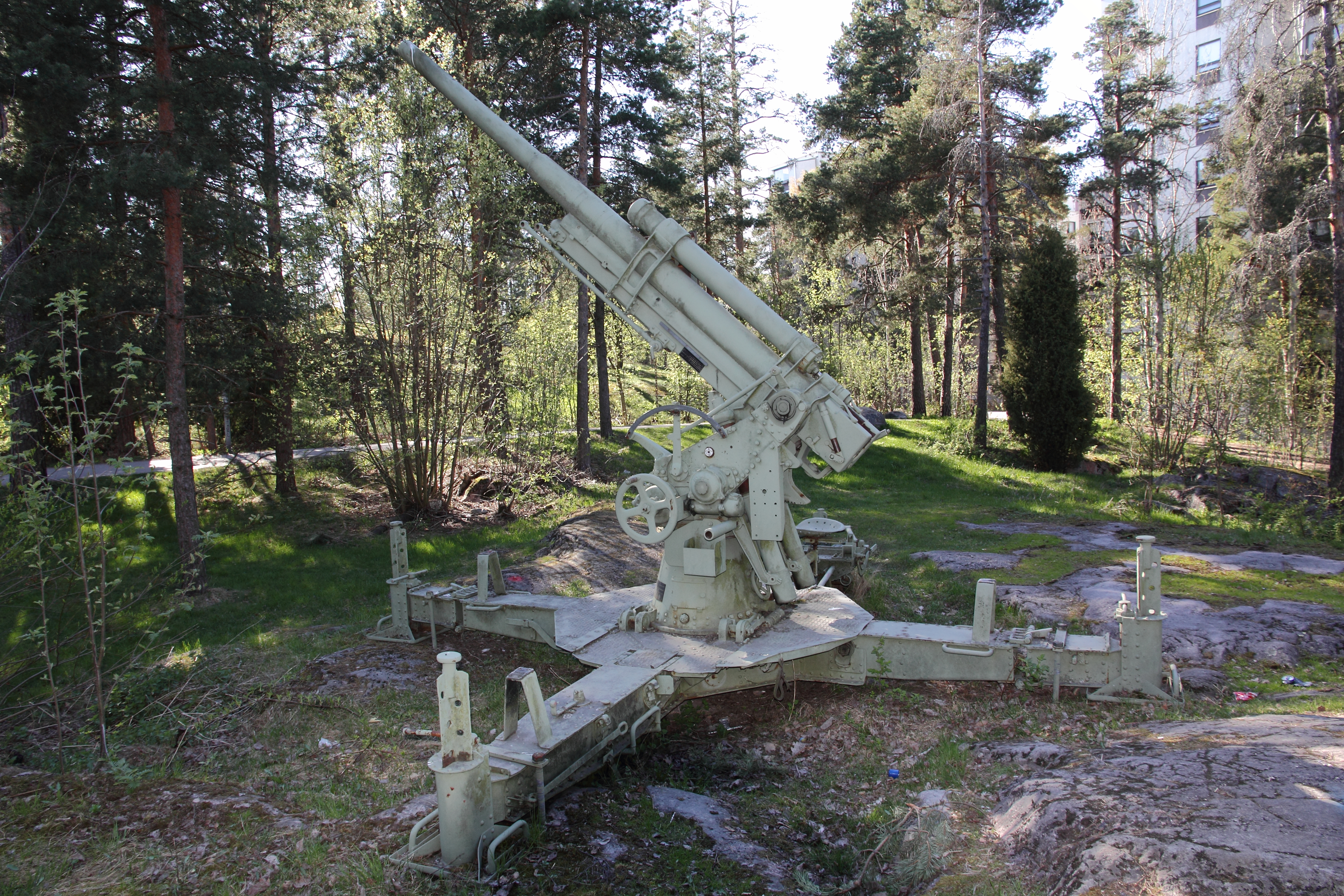
76-mm-Flak Modell 1931 (3-K)

Das Geschütz beruht auf der Konstruktion der 76-mm-Flugabwehrkanone M1938 (76-мм зенитная пушка образца 1938 года). Diese wiederum war eine Weiterentwicklung der 76-mm-Flak Modell 1931 (3-K) (76-мм зенитная пушка образца 1931 года (3-К)). Im August 1930 hatte das Büro für technische Arbeiten und Forschungen (Бюро для технических работ и изучений (БЮТАСТ)) einen Vertrag über die Lieferung von vier 7,5-cm-Fliegerabwehrkanonen und der dazugehörigen Herstellungstechnologie unterzeichnet. Das Büro war 1929 gegründet worden, um Rüstungsgeschäfte der Firma Rheinmetall in der Sowjetunion abwickeln zu können. Zwischen Februar und April 1932 wurden die vier in Deutschland hergestellten Waffen zusammen mit im Werk Nr. 8 gefertigten Mustern erprobt. Im gleichen Jahr wurde das Geschütz in die Bewaffnung der Roten Armee aufgenommen. Beim Modell 1938 wurde die Lafette modifiziert, sodass das Gesamtgewicht von 4970 kg auf 4300 kg sank. Gleichzeitig wurde jedoch deutlich, dass die fortschreitende Entwicklung der Flugzeuge eine Waffe mit einer größeren Schusshöhe verlangte. Dies war jedoch nur mit einer Vergrößerung des Kalibers zu erreichen. Daher wurde auf die Lafette des Modells 1938 eine Waffe mit dem Kaliber 85 mm gesetzt. Die Verschlusskonstruktion des Modells 1938 wurde beibehalten. Die Vergrößerung des Kalibers hatte weiterhin den Vorteil, dass die Explosivstoffmasse der Granaten erhöht werden konnte, was den wirksamen Radius der Splitter vergrößerte. Nach seiner erfolgreichen Erprobung im Jahr 1939 wurde das Geschütz in die Bewaffnung der Roten Armee übernommen. Für die Serienproduktion wurde das Werk Nr. 8 in Kaliningrad bei Moskau (heute Koroljow) ausgewählt.

## Konstruktion

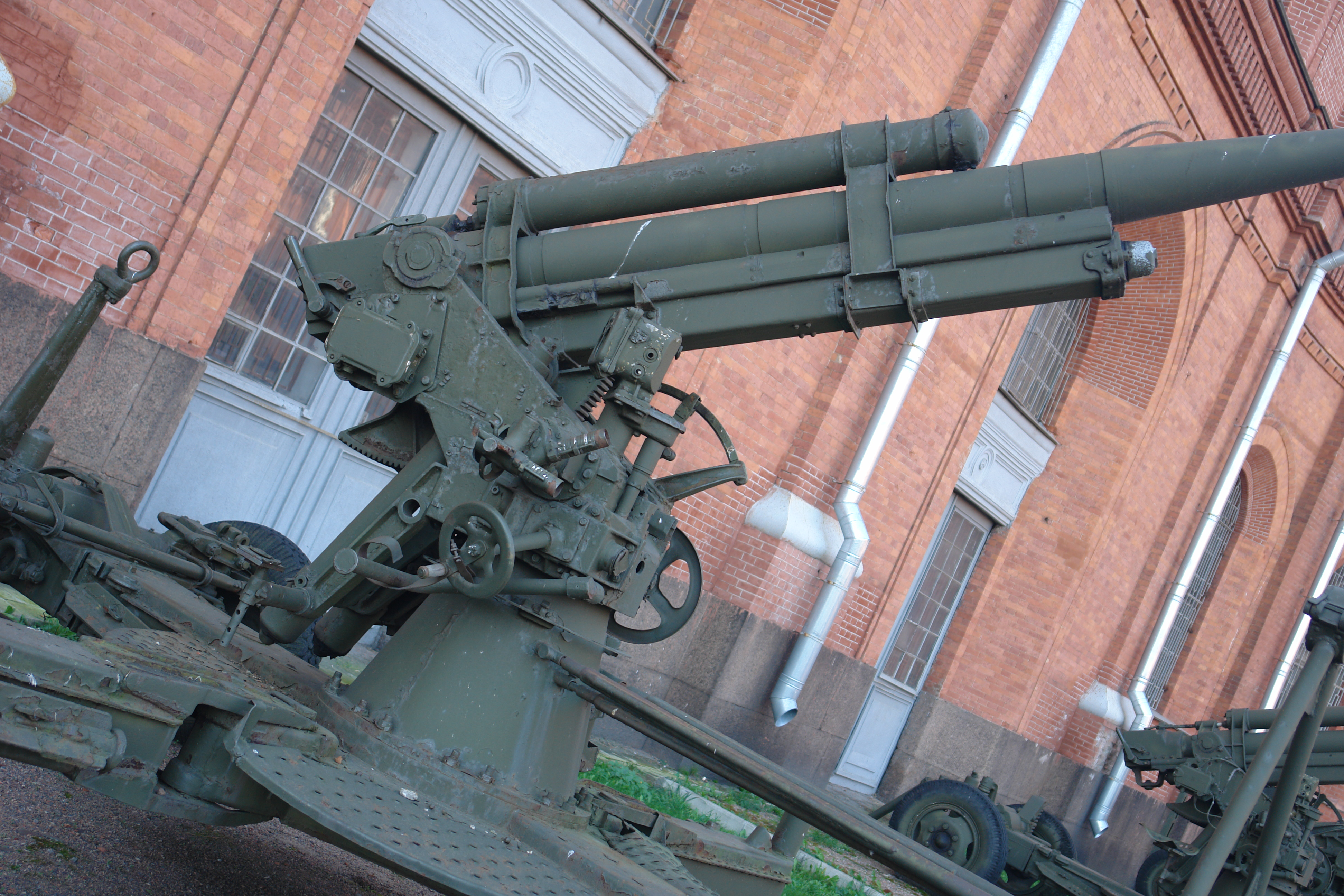
Oberlafette, Richtantrieb, Rohrbremse und Rohrvorholer sowie Verschluss, über dem Handrad des Höhenrichtantriebes ist das Nullsichtgerät für den Höhenwinkel zu erkennen. Zwischen Handrad und Nullsichtgerät befindet sich das optische Visier.

### Geschütz
Das Geschütz war weitgehend konventionell aufgebaut. Das einteilige Rohr mit einer Länge von 55 Kalibern hatte eine Mündungsbremse. Die hydraulische Rohrbremse und der pneumatisch-hydraulische Rohrvorholer waren unter- bzw. oberhalb des Rohres angeordnet. Der Rohrrücklauf beträgt normalerweise 1150 mm, wird aber mit zunehmender Rohrerhöhung begrenzt und beträgt bei einem Winkel von 82° nur noch 600 mm. Als Verschluss kommt ein senkrecht laufender halbautomatischer Fallblockverschluss zum Einsatz, bei dem eine Feder das Öffnen des Verschlusses unterstützt. Der Verschluss muss manuell geschlossen werden. Ein manuelles Öffnen ist nur vor Abgabe des ersten Schusses erforderlich, danach öffnet der halbautomatische Verschluss nach Schussabgabe, wirft die Hülse der Kartusche aus, führt die Granatpatrone von der Ladeschale in die Kammer ein und verriegelt wieder. Hinter dem Verschluss befindet sich die Ladeschale, in die die zu verschießenden Granatpatronen eingelegt werden. Verschossen wird patronierte Munition. Die Konstruktion erlaubt eine praktische Feuergeschwindigkeit von 10 bis 12 Schuss pro Minute. Gerichtet wird die Waffe nach Höhe und Seite rein mechanisch, elektrische Richtantriebe waren nicht vorhanden. Wurden die Richtwerte mit Hilfe eines Kommandogerätes – beispielsweise des PUAZO 6 – ermittelt, wurden die einzustellenden Seiten- und Höhenwinkel auf einem sogenannten Nullsichtgerät dargestellt. Die Richtkanoniere mussten dabei auf dem Gerät die Ist-Werte der Kanone mit den vom Kommandogerät übermittelten Soll-Werten in Übereinstimmung bringen.

### Visier
Die Nutzung von Kommandogeräten hatte sich in der Fla-Artillerie international zu Ende der 1930er-Jahre durchgesetzt, da sie die Genauigkeit des Schießens entscheidend verbesserte und den Munitionsverbrauch senkte. Die 52-K konnte jedoch auch ohne Kommandogerät – nur mit optischem Visier – schießen.

### Lafette

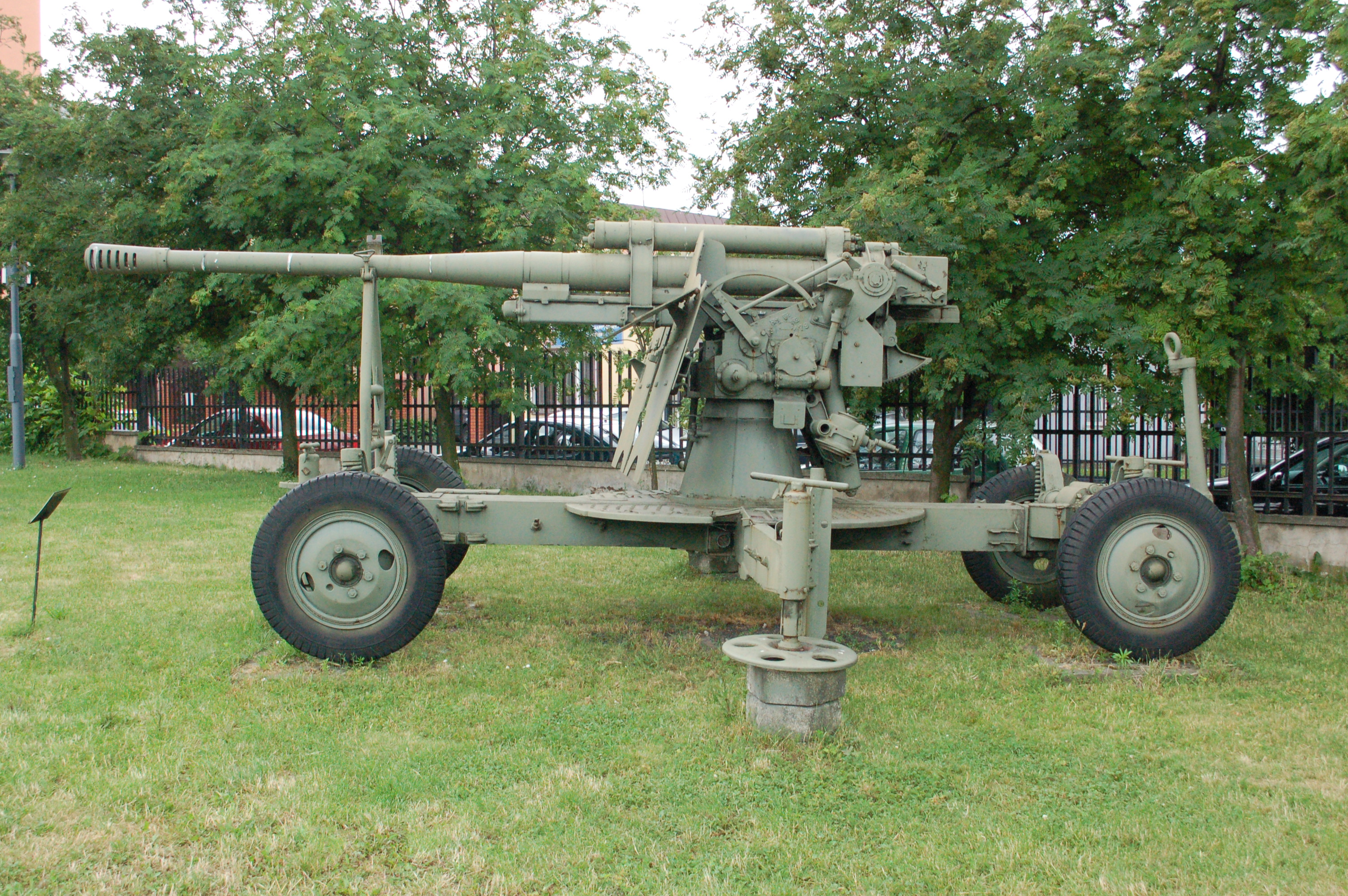
Geschütz in Marschlage, Rohr gezurrt

Das Geschütz wurde auf eine vierrädrige, kreuzförmige Lafette gesetzt. Dies ermöglichte einen seitlichen Richtbereich von 360°. In Gefechtslage wurden die seitlichen Holme ausgeschwenkt, die Stützteller unter den Holmen manuell ausgefahren und die Räder vom Boden abgehoben, bis die Lafette waagerecht stand. Der Übergang von Marsch- in Gefechtslage dauerte eine Minute, von Gefechts- in Marschlage zwei Minuten. In Ausnahmefällen konnte auch direkt aus der Marschlage, also ohne Abklappen der Holme und Ausfahren der Stützteller, gefeuert werden, allerdings war die Trefferwahrscheinlichkeit geringer.
Bei der Lafettenkonstruktion wurde eine Achsschenkellenkung verwendet. Dadurch konnte die Unterlafette tief angeordnet werden, allerdings war das Fahrverhalten des gezogenen Geschützes bei hohen Geschwindigkeiten unbefriedigend.
Als Zugmaschinen kamen geländegängige Lastkraftwagen zum Einsatz. Bei schwierigen Geländebedingungen konnten auch Kettenzugmittel eingesetzt werden. Zulässig war eine Marschgeschwindigkeit von 50 km/h auf der Straße.
Ein fest mit der Oberlafette verbundener (und damit mitschwenkender) Schutzschild schützte die Bedienung gegen Splitterwirkung. Beim Kampf gegen Luftziele wurde der Schild normalerweise abgenommen.

### Munition

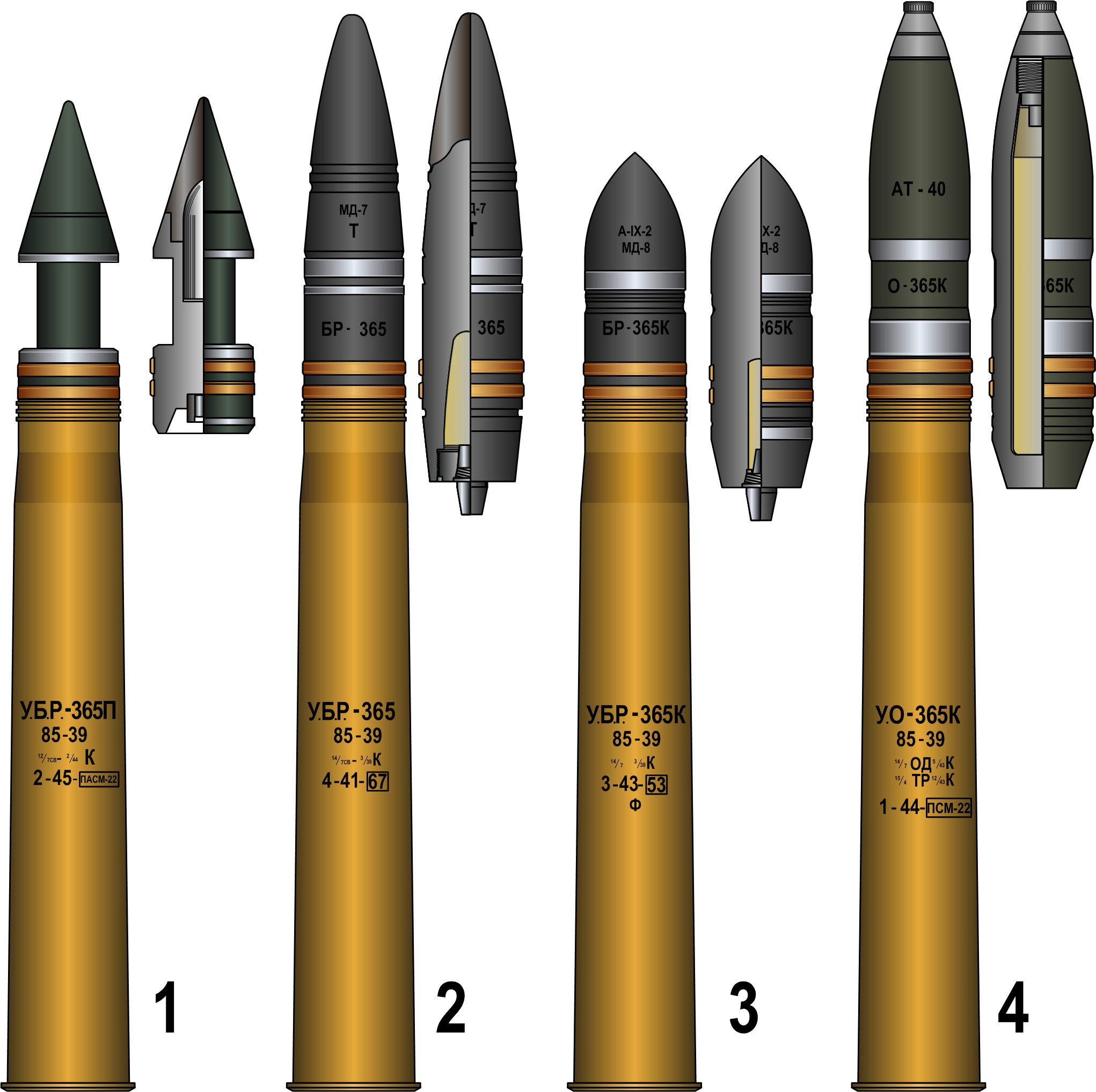
85-mm-Munition

Die Munition war prinzipiell mit bei anderen sowjetischen Geschützen gleichen Kalibers genutzten Munition austauschbar. Zur Bekämpfung von Luftzielen wurden Splittergranaten 53-UO-365 (53-УО-365) genutzt. Für dieses Geschoss standen verschiedene Zeitzünder (T-5 (Т-5), TM-30 (ТМ-30), WM-30 (ВМ-30) sowie WM-2 (ВМ-2)) zur Verfügung. Eine Splittergranate zerlegte sich dabei in 500 Splitter mit einem Gewicht von je 5 g.
Im Kampf gegen Panzer kamen die Panzergranaten mit Leuchtspur 53-UBR-365 (53-УБР-365) und 53-UBR-365K (53-УБР-365K) sowie die Unterkalibergranate 53-UBR-365P (53-УБР-365П) zum Einsatz. Mit den Panzergranaten 53-UBR-365 konnten 100 mm Panzerung auf eine Entfernung von 100 m bei einem Auftreffwinkel von 60° durchschlagen werden, auf 500 m Entfernung noch 90 mm und auf 1000 m Entfernung noch 85 mm. Bei einem Auftreffwinkel von 90° lagen die entsprechenden Werte bei 120, 110 und 100 mm. Damit war die Bekämpfung des Panzerkampfwagen IV möglich. Leistungsstärker waren die Unterkalibergranaten. Das Geschoss BR-365P der Unterkalibergranatpatrone UBR-365P erreichte eine v0 von 1040 m/s und durchschlug auf 1000 m Entfernung noch 107 mm Panzerstahl bei einem Auftreffwinkel von 90°. Demgegenüber erreichten die Panzergranaten BR-365 bzw. BR-365K lediglich 792 m/s, wobei sie auf 1000 m immer noch 99 bzw. 92 mm Panzerung durchschlugen.

## Modifikationen
Die 52-K wurde im Produktionszeitraum laufend verbessert. Diese Verbesserungen zielten einerseits auf die Erhöhung der Kampfkraft, andererseits auf die Verringerung des Fertigungsaufwandes. So wurden im Laufe der Produktion Rohr, Verschluss und Zielgeräte geändert und ein Schutzschild für den Erdkampf entwickelt. Der Fertigungsaufwand sank von 2051,5 Mannstunden im Jahr 1942 auf 1360,5 Mannstunden im Jahr 1943.

### 85 mm Fliegerabwehrkanone KS-12
Die Bezeichnung 85 mm Fliegerabwehrkanone KS-12 wird für eine modernisierte Ausführung Modell 1939 verwendet.

### Type 56
Die in der Volksrepublik China produzierten Waffen werden als Type 56 bezeichnet.

### Kampfwagenkanonen
Die 52-K war auch ein Ausgangspunkt für die Entwicklung einer Reihe von 85-mm-Kampfwagenkanonen. Drei Typen der abgeleiteten Geschütze vom selben Kaliber mit gleichen außenballistischen Eigenschaften wurden in Serie gefertigt:
- 85-mm-Kanone vom Typ D-5S für den mittleren Jagdpanzer SU-85, entwickelt vom Konstruktionsbüro des Artillerie-Werks Nr. 9 in Swerdlowsk unter F. F. Petrows Leitung und seit August 1943 in Produktion;
- 85-mm-Kanone vom Typ D-5T für die schweren Panzer KW-85 und IS-1 sowie für den mittleren Panzer T-34/85 der frühen Ausführungen, entwickelt vom Konstruktionsbüro des Artillerie-Werks Nr. 9 in Swerdlowsk unter Petrows Leitung und seit September 1943 in Produktion;
- 85-mm-Kanone vom Typ SiS S-53 für den mittleren Panzer T-34/85 der meistgebauten Ausführung, entwickelt vom Artillerie-Zentralkonstruktionsbüro in Moskau unter W. G. Grabins Leitung, nachgearbeitet vom Konstruktionsbüro des Artillerie-Werks Nr. 92 „Josef Stalin“ in Gorki und seit Januar 1944 in Produktion.

## Technische Daten
| 85-mm-Fliegerabwehrkanone Modell 1939 |                                                          |
| Allgemeine Eigenschaften              |                                                          |
| Klassifikation                        | Fliegerabwehrkanone                                      |
| Chefkonstrukteur                      |                                                          |
| Bezeichnung des Herstellers           | 52-K                                                     |
| Hersteller                            | Sawod Nr. 8 (Werk Nr. 8, russ. Завод № 8) in Kaliningrad |
| Gewicht in Feuerstellung              | 4.500 kg                                                 |
| Gewicht in Fahrstellung               | 4.500 kg                                                 |
| Mannschaft                            | 7 Mann                                                   |
| Baujahre                              | 1939–1945                                                |
| Stückzahl                             | 14.422                                                   |
| Rohr                                  |                                                          |
| Kaliber                               | 85 mm                                                    |
| Rohrlänge                             | 4.685 mm (L/55)                                          |
| Feuerdaten                            |                                                          |
| Höhenrichtbereich                     | −6° bis +82°                                             |
| Seitenrichtbereich                    | 360°                                                     |
| Höchstschussweite                     | 15.650 m                                                 |
| Höchstmündungsgeschwindigkeit         | 1.050 m/s                                                |
| Feuerrate                             | 10–20 Schuss/min                                         |
| Beweglichkeit                         |                                                          |
| Höchstgeschwindigkeit im Schlepp      | 50 km/h                                                  |

## Einsatz

### Einsatzgrundsätze
Die 52-K wurde im Bestand einer Flakbatterie eingesetzt, zu der neben sechs Fla-Geschützen auch Aufklärungsmittel und Mittel zur Zielzuweisung gehörten. Konzipiert wurde die 52-K für den Einsatz mit dem Kommandogerät PUAZO-3 (ПУАЗО 3). Das PUAZO-3 berechnete die Richtwerte für Luftziele in einem Entfernungsbereich von 700 bis 12.000 m und einer Flughöhe von maximal 9.600 m. Beim PUAZO-3 handelt es sich um einen Analogrechner, der größtenteils mit Drehmeldern und Resolvern aufgebaut ist. Das 1940 erschienene PUAZO-3 besaß erstmals die Möglichkeit der elektrischen Übertragung der Schusswerte an die Geschütze. Die Schusswerte wurden am Geschütz auf dem sogenannten Nullsichtgerät angezeigt. Die Waffen mussten nach den Angaben dieses Gerätes manuell gerichtet werden. Diese ersten sowjetischen Kommandogeräte besaßen zur Bestimmung der Zielkoordinaten nur einfache Reflexvisiere, die relativ ungenau arbeiteten. Ein stereoskopischer Entfernungsmesser war zwar in der Batterie vorhanden, jedoch nicht mit dem Kommandogerät gekoppelt, so dass dessen Werte mündlich übermittelt werden mussten. Dieses Verfahren war relativ langsam, ungenau und störanfällig. Dennoch blieben die PUAZO-3 bis in die 1950er-Jahre im Bestand der entsprechenden Flak-Batterien.
Während des Zweiten Weltkrieges nutzte die Rote Armee auch Radargeräte zur Zielzuweisung. Die RUS-1 ermöglichte eine Aufklärung auf Entfernungen bis zu 90 km, während mit der ab 1943 eingesetzten RUS-2 Kurs, Entfernung und ungefähre Entfernung von Luftzielen in bis zu 120 km Entfernung aufgeklärt werden konnten. Eine Übermittlung der Zieldaten an das Kommandogerät bzw. die Geschütze war bei diesen Radargeräten jedoch nicht möglich. Dies war erst mit der 1942 entwickelten Geschützrichtstation SON-2 (СОН-2) möglich, jedoch war die Genauigkeit dieser Geschützrichtstation unzureichend. Da das Gerät auf mehreren Fahrzeugen aufgebaut war und die Antenne aufgrund der Nutzung von Meterwellen sehr groß war, konnte auch die taktische Beweglichkeit nicht befriedigen. Beim Nachfolger, der Geschützrichtstation Neptun (Нептун), konnte durch die Änderung des Wellenbereiches das Gerät zwar kompakter gebaut werden, jedoch blieben Reichweite und Genauigkeit auch hier unbefriedigend. Obwohl von der SON-2 einige hundert Exemplare produziert wurden, kam diesen ersten sowjetischen Geschützrichtstation während des Zweiten Weltkrieges kaum eine praktische Bedeutung zu. Nach der Meinung sowjetischer Wissenschaftler war die amerikanische SCR-584 mit dem Rechengerät M9 und der 90-mm-Flak M1 während des Zweiten Weltkrieges die einzig praktisch nutzbare Geschützrichtstation.
Das Problem der elektronischen Zielzuweisung konnte in der Sowjetunion erst nach dem Kriegsende gelöst werden. Mit der Geschützrichtstation SON-9 und dem ПУАЗО 6 stand ein für damalige Verhältnisse durchaus leistungsfähiges System zur Verfügung.

### Einsatz in der Sowjetarmee

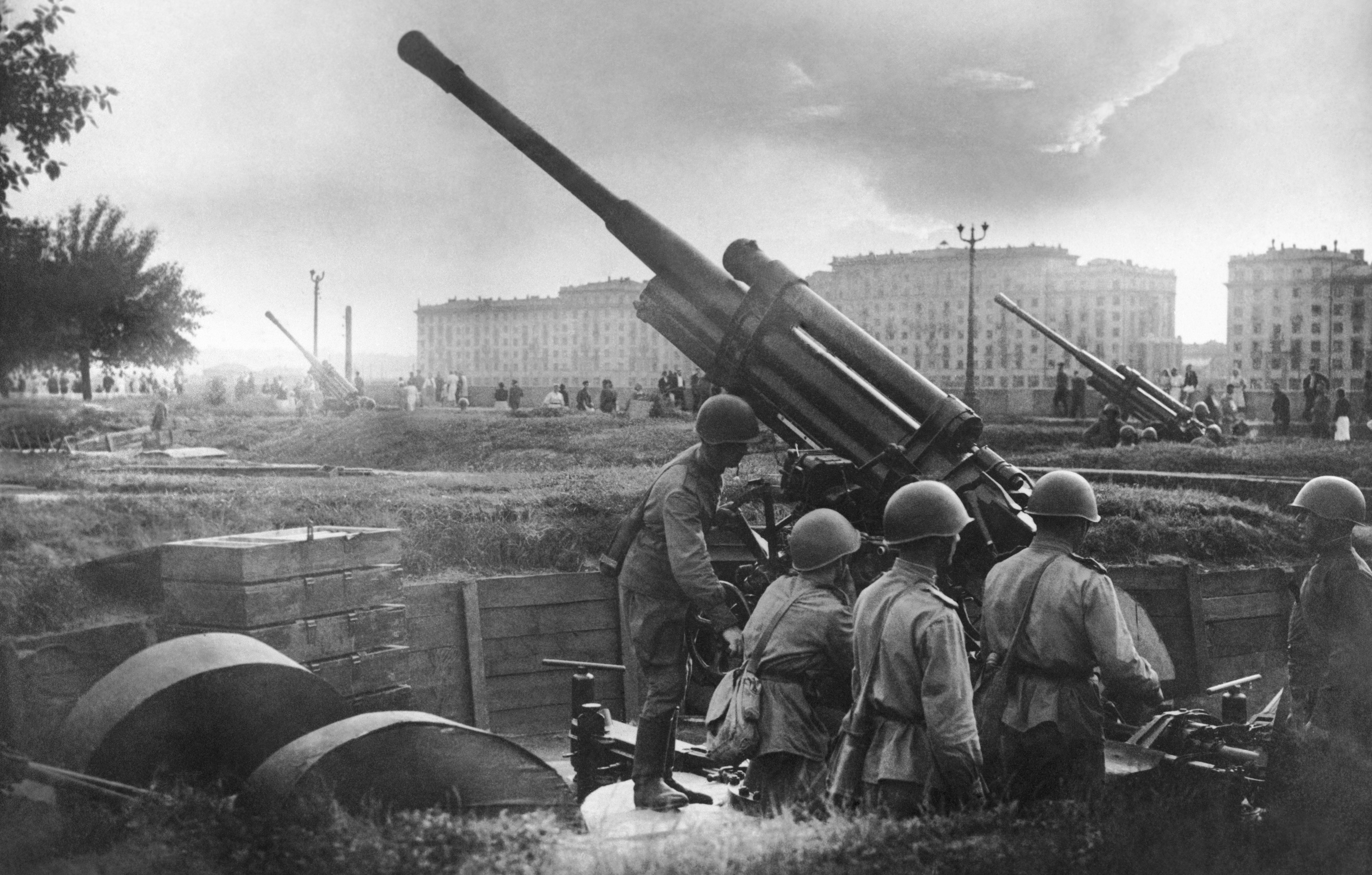
85-mm-Flak 52-K im Gorki-Park in Moskau, 28. Juni 1941

Die 52-K wurde von der Roten Armee ursprünglich in den schweren Flak-Regimentern eingesetzt, dabei besaß jedes Regiment 16 Geschütze. Mit 14.422 hergestellten Exemplaren (bis 1945) stellte die 52-K den Großteil der sowjetischen schweren Fla-Artillerie. Während des Zweiten Weltkrieges wurden mit der 52-K 4.047 Flugzeuge abgeschossen, dabei wurden durchschnittlich 598 Granaten für einen Abschuss benötigt.
Von der Wehrmacht erbeutete Geschütze erhielten die Bezeichnung 8.5cm FlaK M.39(r). Teilweise wurden die Beutewaffen auf das in Deutschland übliche Kaliber 8,8 cm umgerohrt und erhielten dann die Bezeichnung 8.5cm/8.8cm FlaK M.39(r).
Nach dem Ende des Zweiten Weltkrieges wurde die 52-K zügig aus der Bewaffnung der nun Sowjetarmee genannten sowjetischen Streitkräfte genommen, da mit der 57-mm-Flak S-60 und der 100-mm-Flugabwehrkanone KS-19 leistungsfähigere Geschütze zur Verfügung standen. Nicht mehr benötigte Waffen wurden größtenteils an andere Länder abgegeben, ein Teil von ihnen findet jedoch als Hagel- bzw. Lawinenkanone in zivilen Bereichen Verwendung.

### Einsatz in der Nationalen Volksarmee
Die 52-K wurde in der Nationalen Volksarmee nur in einem sehr kurzen Zeitraum genutzt. Das Geschütz wurde bereits in der Vorläuferorganisation der Nationalen Volksarmee, der Kasernierten Volkspolizei, eingeführt. Ab 1954 sollten in den als S-5-Kommando bezeichneten Flak-Regimentern einer Bereitschaft (entspricht einer Division) zwei Batterien 52-K mit je sechs Geschützen vorhanden sein, jedoch liefen die Waffen nur schleppend zu. Bei der Bildung der NVA blieb die Struktur der Flak-Regimenter erhalten, jedoch sollte die 37-mm-Flak 61-K durch die 57-mm-Flak S-60 und die 85-mm-Flak 52-K durch die 100-mm-Flak KS-19 ersetzt werden. Da jedoch auch diese Waffen nicht so schnell wie gefordert beschafft werden konnten, blieb die 52-K noch eine Zeit als Ersatzbewaffnung im Bestand.

### Einsatz in anderen Streitkräften
Die Waffe wurde nach Afghanistan, Albanien, Algerien, Bulgarien, China, Kuba, Ägypten, den Iran, den Irak, die Demokratische Volksrepublik Korea, Polen, Rumänien, den Sudan, Syrien, Vietnam, die Volksdemokratische Republik Jemen und Jugoslawien exportiert. Dabei handelt es sich um gebrauchte sowjetische bzw. in Lizenz in China und der ČSR produzierte Waffen. In diesen Ländern stand das Geschütz noch Mitte der 1980er-Jahre im Einsatz.
Während des Koreakrieges setzten die chinesischen und nordkoreanischen Truppen die 52-K ein.